# Joachim Stöcker

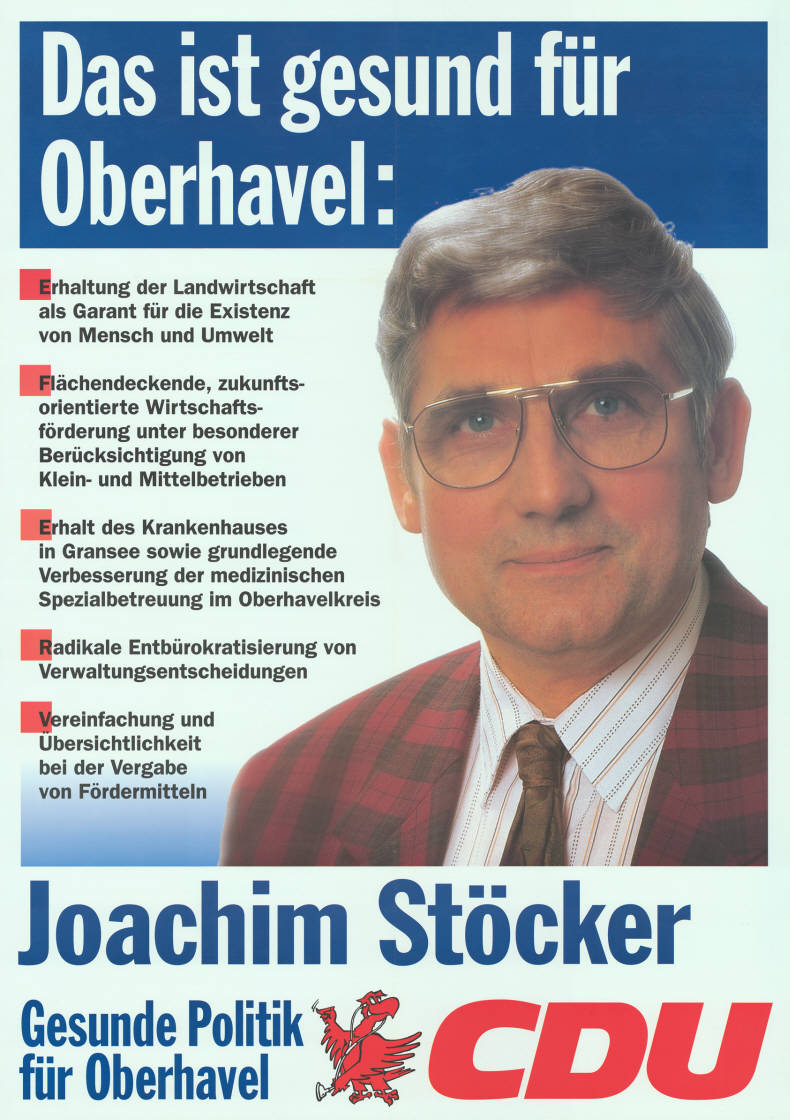
Kandidatenplakat zur Landtagswahl in Brandenburg 1994

Joachim Stöcker (* 3. Februar 1944 in Baubeln, Kreis Tilsit; † 12. Januar 2023) war ein deutscher Politiker (CDU) und Landtagsabgeordneter.

## Werdegang
Stöcker machte zunächst eine Berufsausbildung zum Chemiefacharbeiter und studierte danach Chemie an der Ernst-Moritz-Arndt-Universität in Greifswald. Er war technisch-wissenschaftlicher Mitarbeiter am PCK Schwedt/Oder. Von 1979 bis 1990 war Stöcker stellvertretender Leiter der Kreis-Hygiene-Inspektion des Kreises Gransee, danach war er Leiter des Amtes für Natur- und Umweltschutz in der Kreisverwaltung Gransee, Kommissar und Amtsleiter für Wirtschaft im Landkreis Oberhavel.
Stöcker saß von 1994 bis 1999 im Landtag Brandenburg. Er wurde über die Landesliste in das Parlament gewählt.

## Belege
1. ↑  Traueranzeigen von Joachim Heinz Stöcker. In: trauer-anzeigen.de. 17. Februar 2023, abgerufen am 9. Oktober 2023 (deutsch).

| Personendaten    | Personendaten                  |
| ---------------- | ------------------------------ |
| NAME             | Stöcker, Joachim               |
| KURZBESCHREIBUNG | deutscher Politiker (CDU), MdL |
| GEBURTSDATUM     | 3. Februar 1944                |
| GEBURTSORT       | Baubeln, Kreis Tilsit          |
| STERBEDATUM      | 12. Januar 2023                |